# Antey-Saint-André
Antey-Saint-André är en kommun i Aostadalen i nordvästra Italien. Kommunen hade 573 invånare (2017) och har italienska och franska som officiella språk. Antey-Saint-André gränsar till kommunerna Chamois, Châtillon, La Magdeleine, Saint-Denis, Torgnon och Valtournenche.